# درو دوكرتي
درو دوكرتي (بالإنجليزية: Drew Docherty)‏ مواليد 19 نوفمبر 1965 في غلاسكو، هو ملاكم محترف بريطاني سابق صنّف ضمن فئة وزن الديك.

## إحصائيات
خاض خلال مسيرته 24 نزالا، فاز في 16 وتعادل في 1 وخسر في 7. فاز بالضربة القاضية في 4 نزالات.

## روابط خارجية
- درو دوكرتي على موقع بوكس ريك (الإنجليزية) (registration required)